# Сиаспика
Сиаспика (Сиаспи-ко) — царь Куша (Нубия) в 487—468 годах до н. э.
Сиаспика был преемником царя Аманиастабарки и, в свою очередь, предшествовал Насахме.
Известен по гранитной стеле и сосуду для возлияний, который находится теперь в Музее Мероэ в Хартуме. Позже был обнаружен медальон-скарабей, также принадлежавший Сиаспике.
Его пирамида в Нури — № 4.